# Mistrovství světa v atletice 1995

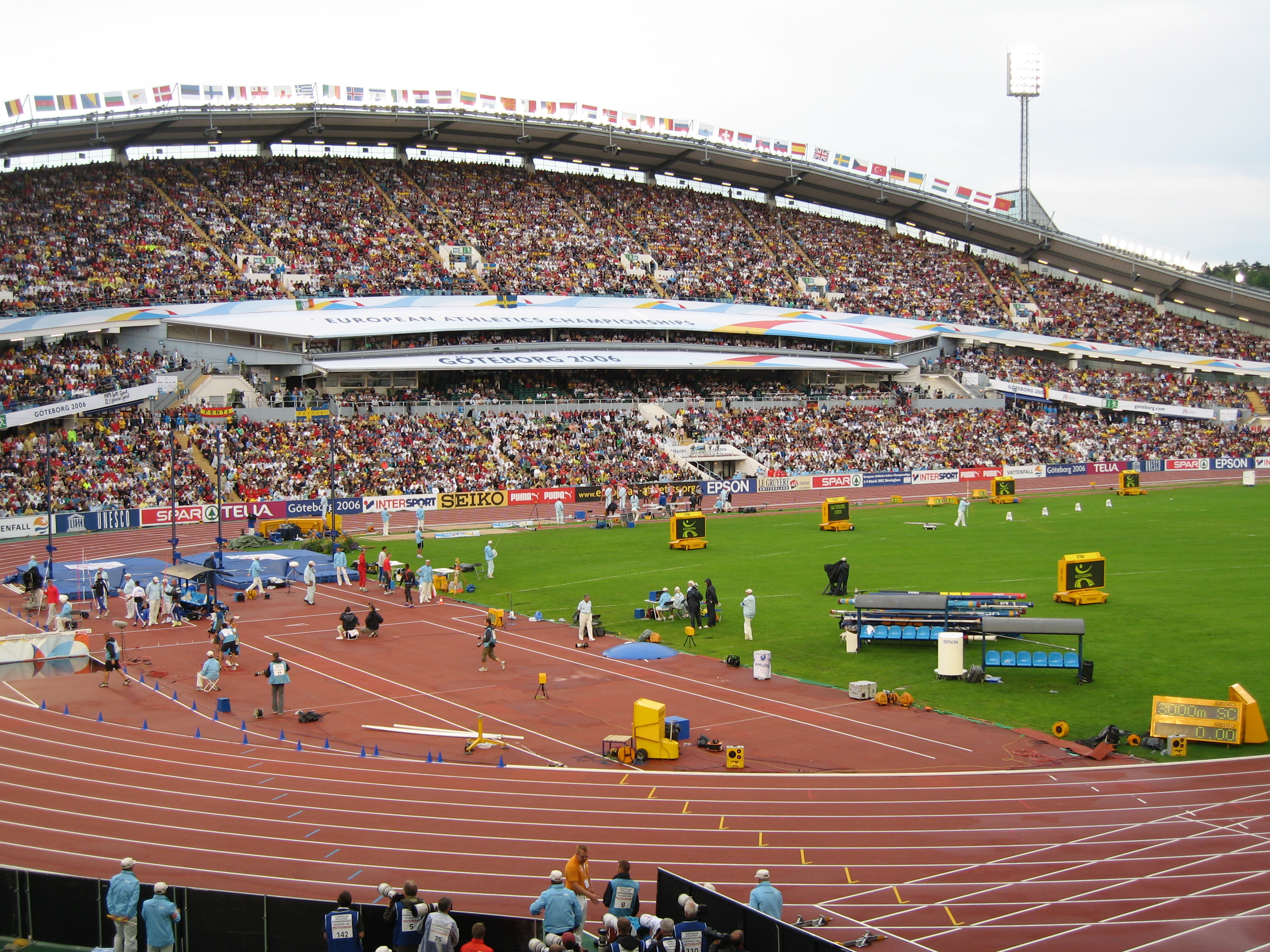
Stadion Ullevi během ME 2006

5. mistrovství světa v atletice se konalo ve dnech 5. – 13. srpna 1995 ve švédském Göteborgu. Atletické disciplíny (24 mužských a 20 ženských) probíhaly na stadionu Ullevi, kde se mj. odehrávalo i Mistrovství Evropy v atletice v roce 2006. Šampionátu se zúčastnilo 1804 atletů a atletek ze 191 států světa.
Ženy měly poprvé na programu běh na 5000 metrů, který nově nahradil kratší, tříkilometrovou trať. Na šampionátu byly vytvořeny tři nové světové rekordy, z nichž dva jsou doposud platné. O oba se postarali trojskokané. Mezi muži Brit Jonathan Edwards, který dolétl do vzdálenosti 18,29 metru a mezi ženami Ukrajinka Inessa Kravecová, která skočila 15,50 metru. V běhu na 400 metrů překážek vytvořila časem 52,61 s rekord také Kim Battenová ze Spojených států.
Nejúspěšnějším atletem se stal americký sprinter Michael Johnson, která vybojoval tři zlaté medaile. Jednu zlatou a dvě stříbrné medaile poté vybojovala jamajská sprinterka Merlene Otteyová.

## Česká účast
Zásluhou oštěpaře Jana Železného, který se stal mistrem světa získala Česká republika jednu medaili, stejně jako na předchozím šampionátu ve Stuttgartu 1993. Na 5. místě skončil desetibojař Tomáš Dvořák. Na bronzovou medaili, kterou vybojoval Kanaďan Mike Smith ztratil 183 bodů. Desetiboj dokončil také Robert Změlík (14. místo - 7 963 bodů) a Jan Poděbradský (15. místo - 7 961 bodů). Na 19. místě došel v chůzi na 50 km reprezentant Miloš Holuša. Na kratší, dvacetikilometrové trati skončil Hubert Sonnek na 21. místě.
Ženám se šampionát nevydařil, žádná z atletek se neprobojovala do finálových bojů. Kvalifikací neprošla výškařka Zuzana Kováčiková, trojskokanka Šárka Kašpárková, diskařka Zdeňka Šilhavá i oštěpařka Nikola Tomečková. Po třetí disciplíně vzdala sedmiboj Dagmar Urbánková. Nejlepší umístění zaznamenala chodkyně Zuzana Holpuchová, která chůzi na 10 km dokončila na 38. místě.

## Medailisté

### Muži
| Soutěž            | Zlato                                                                | Stříbro                                                                      | Bronz                                                                      |
| ----------------- | -------------------------------------------------------------------- | ---------------------------------------------------------------------------- | -------------------------------------------------------------------------- |
| 100 m             | Donovan Bailey 9,97                                                  | Bruny Surin 10,03                                                            | Ato Boldon 10,03                                                           |
| 200 m             | Michael Johnson 19,79                                                | Frankie Fredericks 20,12                                                     | Jeff Williams 20,18                                                        |
| 400 m             | Michael Johnson 43,39                                                | Butch Reynolds 44,22                                                         | Greg Haughton 44,56                                                        |
| 800 m             | Wilson Kipketer 1:45,08                                              | Arthémon Hatungimana 1:45,64                                                 | Vebjørn Rodal 1:45,68                                                      |
| 1500 m            | Noureddine Morceli 3:33,73                                           | Hišám Al-Karúdž 3:35,28                                                      | Vénuste Niyongabo 3:35,56                                                  |
| 5000 m            | Ismael Kirui 13:16,77                                                | Chalíd Boulami 13:17,15                                                      | Shem Kororia 13:17,59                                                      |
| 10 000 m          | Haile Gebrselassie 27:12,95                                          | Khalid Skah 27:14,53                                                         | Paul Tergat 27:14,70                                                       |
| Maraton           | Martín Fiz 2.11:41                                                   | Dionicio Cerón 2.12:13                                                       | Luíz Antônio dos Santos 2.12:49                                            |
| 110 m př.         | Allen Johnson 13,00                                                  | Tony Jarrett 13,04                                                           | Roger Kingdom 13,19                                                        |
| 400 m př.         | Derrick Adkins 47,98                                                 | Samuel Matete 48,03                                                          | Stéphane Diagana 48,14                                                     |
| 3000 m př.        | Moses Kiptanui 8:04,16                                               | Christopher Kosgei 8:09,30                                                   | Saad Shaddad Al-Asmari 8:12,95                                             |
| Štafeta 4 × 100 m | Kanada 38,31 Donovan Bailey Robert Esmie Glenroy Gilbert Bruny Surin | Austrálie 38,50 Paul Henderson Tim Jackson Steve Brimacombe Damien Marsh     | Itálie 39,07 Giovanni Puggioni Ezio Madonia Angelo Cipolloni Sandro Floris |
| Štafeta 4 × 400 m | USA 2:57,32 Marlon Ramsey Derek Mills Butch Reynolds Michael Johnson | Jamajka 2:59,88 Michael McDonald Davian Clarke Danny McFarlane Greg Haughton | Nigérie 3:03,18 Udeme Ekpeyong Kunle Adejuyigbe Jude Monye Sunday Bada     |
| Chůze na 20 km    | Michele Didoni 1.19:59                                               | Valentí Massana 1.20:23                                                      | Jevgenij Misjulja 1.20:48                                                  |
| Chůze na 50 km    | Valentin Kononen 3.43:42                                             | Giovanni Perricelli 3.45:11                                                  | Robert Korzeniowski 3.45:57                                                |
| Skok do výšky     | Troy Kemp 2,37 m                                                     | Javier Sotomayor 2,37 m                                                      | Artur Partyka 2,35 m                                                       |
| Skok o tyči       | Sergej Bubka 5,92 m                                                  | Maxim Tarasov 5,86 m                                                         | Jean Galfione 5,86 m                                                       |
| Skok daleký       | Iván Pedroso 8,70 m                                                  | James Beckford 8,30 m                                                        | Mike Powell 8,29 m                                                         |
| Trojskok          | Jonathan Edwards 18,29 m                                             | Brian Wellman 17,62 m                                                        | Jérôme Romain 17,59 m                                                      |
| Vrh koulí         | John Godina 21,47 m                                                  | Mika Halvari 20,93 m                                                         | Randy Barnes 20,41 m                                                       |
| Hod diskem        | Lars Riedel 68,76 m                                                  | Vladimir Dubrovščik 65,98 m                                                  | Vasilij Kapťjuch 65,88 m                                                   |
| Hod kladivem      | Andrej Abduvalijev 81,56 m                                           | Igor Astapkovič 81,10 m                                                      | Tibor Gécsek 80,98 m                                                       |
| Hod oštěpem       | Jan Železný 89,58 m                                                  | Steve Backley 86,30 m                                                        | Boris Henry 86,08 m                                                        |
| Desetiboj         | Dan O'Brien 8 695 bodů                                               | Eduard Hämäläinen 8 489 bodů                                                 | Mike Smith 8 419 bodů                                                      |

### Ženy
| Soutěž            | Zlato                                                                            | Stříbro                                                                                      | Bronz                                                                                    |
| ----------------- | -------------------------------------------------------------------------------- | -------------------------------------------------------------------------------------------- | ---------------------------------------------------------------------------------------- |
| 100 m             | Gwen Torrenceová 10,85                                                           | Merlene Otteyová 10,94                                                                       | Irina Privalovová 10,96                                                                  |
| 200 m             | Merlene Otteyová 22,12                                                           | Irina Privalovová 22,12                                                                      | Galina Malčuginová 22,37                                                                 |
| 400 m             | Marie-José Pérecová 49,28                                                        | Pauline Davisová 49,96                                                                       | Jearl Milesová 50,00                                                                     |
| 800 m             | Ana Fidelia Quirotová 1:56,11                                                    | Letitia Vriesdeová 1:56,68                                                                   | Kelly Holmesová 1:56,95                                                                  |
| 1500 m            | Hassiba Boulmerka 4:02,42                                                        | Kelly Holmesová 4:03,04                                                                      | Carla Sacramentová 4:03,79                                                               |
| 5000 m            | Sonia O'Sullivanová 14:46,47                                                     | Fernanda Ribeirová 14:48,54                                                                  | Zahra Ouaziz 14:53,77                                                                    |
| 10 000 m          | Fernanda Ribeirová 31:04,99                                                      | Derartu Tuluová 31:08,10                                                                     | Tegla Loroupeová 31:17,66                                                                |
| Maraton           | Manuela Machadová 2.25:39                                                        | Anuţa Cătună 2.26:25                                                                         | Ornella Ferrara 2.30:11                                                                  |
| 100 m př.         | Gail Deversová 12,68                                                             | Olga Šišiginová 12,80                                                                        | Julija Graudynová 12,85                                                                  |
| 400 m př.         | Kim Battenová 52,61                                                              | Tonja Bufordová 52,62                                                                        | Deon Hemmingsová 53,48                                                                   |
| Štafeta 4 × 100 m | USA 42,12 Celena Mondieová Carlette Guidryová Chryste Gainesová Gwen Torrenceová | Jamajka 42,25 Dahlia Duhaneyová Juliet Cuthbertová Beverly McDonaldová Merlene Otteyová      | Německo 43,01 Melanie Paschkeová Silke Lichtenhagenová Silke Knollová Gabriele Beckerová |
| Štafeta 4 × 400 m | USA 3:22,39 Kim Grahamová Rochelle Stevensová Camara Jonesová Jearl Milesová     | Rusko 3:23,98 Taťjana Čebykinová Světlana Gončarenková Julija Sotnikovová Jelena Andrejevová | Austrálie 3:25,88 Lee Naylorová Renée Poetschka Melinda Gainsfordová Cathy Freemanová    |
| Chůze na 10 km    | Irina Stankinová 42:13                                                           | Elisabetta Perroneová 42:16                                                                  | Jelena Nikolajevová 42:20                                                                |
| Skok do výšky     | Stefka Kostadinovová 2,01 m                                                      | Alina Astafeiová 1,99 m                                                                      | Inga Babakovová 1,99 m                                                                   |
| Skok daleký       | Fiona Mayová 6,98 m                                                              | Niurka Montalvová 6,86 m                                                                     | Irina Mušajlovová 6,83 m                                                                 |
| Trojskok          | Inessa Kravecová 15,50                                                           | Iva Prandževová 15,18 m                                                                      | Anna Birjukovová 15,08 m                                                                 |
| Vrh koulí         | Astrid Kumbernussová 21,22 m                                                     | Chuang Č’-chung 20,04 m                                                                      | Světla Mitková 19,56 m                                                                   |
| Hod diskem        | Jellina Zverevová 68,64 m                                                        | Ilke Wyluddaová 67,20 m                                                                      | Olga Čerňavská 66,86 m                                                                   |
| Hod oštěpem       | Natalja Šikolenková 67,56 m                                                      | Felicia Ţileaová 65,22 m                                                                     | Mikaela Ingbergová 65,16 m                                                               |
| Sedmiboj          | Gáda Šuáová 6 651 bodů                                                           | Světlana Moskalecová 6 575 bodů                                                              | Rita Ináncsiová 6 522 bodů                                                               |

## Medailové pořadí
| Umístění | Stát              | Zlato | Stříbro | Bronz | Celkem |
| -------- | ----------------- | ----- | ------- | ----- | ------ |
| 1.       | USA               | 12    | 2       | 5     | 19     |
| 2.       | Bělorusko         | 2     | 3       | 2     | 7      |
| 3.       | Itálie            | 2     | 2       | 2     | 6      |
| 3.       | Německo           | 2     | 2       | 2     | 6      |
| 5.       | Kuba              | 2     | 2       | 0     | 4      |
| 6.       | Keňa              | 2     | 1       | 3     | 6      |
| 7.       | Kanada            | 2     | 1       | 1     | 4      |
| 7.       | Portugalsko       | 2     | 1       | 1     | 4      |
| 9.       | Ukrajina          | 2     | 0       | 1     | 3      |
| 10.      | Alžírsko          | 2     | 0       | 0     | 2      |
| 11.      | Rusko             | 1     | 4       | 7     | 12     |
| 12.      | Jamajka           | 1     | 4       | 2     | 7      |
| 13.      | Velká Británie    | 1     | 3       | 1     | 5      |
| 14.      | Bulharsko         | 1     | 1       | 1     | 3      |
| 14.      | Finsko            | 1     | 1       | 1     | 3      |
| 16.      | Bahamy            | 1     | 1       | 0     | 2      |
| 16.      | Etiopie           | 1     | 1       | 0     | 2      |
| 16.      | Španělsko         | 1     | 1       | 0     | 2      |
| 19.      | Francie           | 1     | 0       | 2     | 3      |
| 20.      | Česko             | 1     | 0       | 0     | 1      |
| 20.      | Dánsko            | 1     | 0       | 0     | 1      |
| 20.      | Irsko             | 1     | 0       | 0     | 1      |
| 20.      | Sýrie             | 1     | 0       | 0     | 1      |
| 20.      | Tádžikistán       | 1     | 0       | 0     | 1      |
| 25.      | Maroko            | 0     | 3       | 1     | 4      |
| 26.      | Rumunsko          | 0     | 2       | 0     | 2      |
| 27.      | Austrálie         | 0     | 1       | 1     | 2      |
| 27.      | Burundi           | 0     | 1       | 1     | 2      |
| 29.      | Bermudy           | 0     | 1       | 0     | 1      |
| 29.      | Čína              | 0     | 1       | 0     | 1      |
| 29.      | Kazachstán        | 0     | 1       | 0     | 1      |
| 29.      | Mexiko            | 0     | 1       | 0     | 1      |
| 29.      | Namibie           | 0     | 1       | 0     | 1      |
| 29.      | Surinam           | 0     | 1       | 0     | 1      |
| 29.      | Zambie            | 0     | 1       | 0     | 1      |
| 36.      | Maďarsko          | 0     | 0       | 2     | 2      |
| 36.      | Polsko            | 0     | 0       | 2     | 2      |
| 38.      | Brazílie          | 0     | 0       | 1     | 1      |
| 38.      | Dominika          | 0     | 0       | 1     | 1      |
| 38.      | Nigérie           | 0     | 0       | 1     | 1      |
| 38.      | Norsko            | 0     | 0       | 1     | 1      |
| 38.      | Saúdská Arábie    | 0     | 0       | 1     | 1      |
| 38.      | Trinidad a Tobago | 0     | 0       | 1     | 1      |